# 139 a.C.

## Eventos do ano de 139 a.C
- Cneu Calpúrnio Pisão e Marco Popílio Lenas, cônsules romanos.
- Quinto ano da Terceira Guerra Ibérica e décimo-quarto e último ano da Guerra Lusitana na Península Ibérica.
  - Viriato é assassinado por embaixadores subornados por Quinto Servílio Cepião, procônsul da Lusitânia.
- Zhang Qian embarca em sua primeira expediação para a Ásia Central quando é então capturado e mantido prisioneiro por dez anos.[1]

## Mortes
- Viriato, um dos principais líderes dos lusitanos, assassinado por Audax, Ditalco e Minuro, enquanto dormia.[2]